# José Manuel Fernández Melero

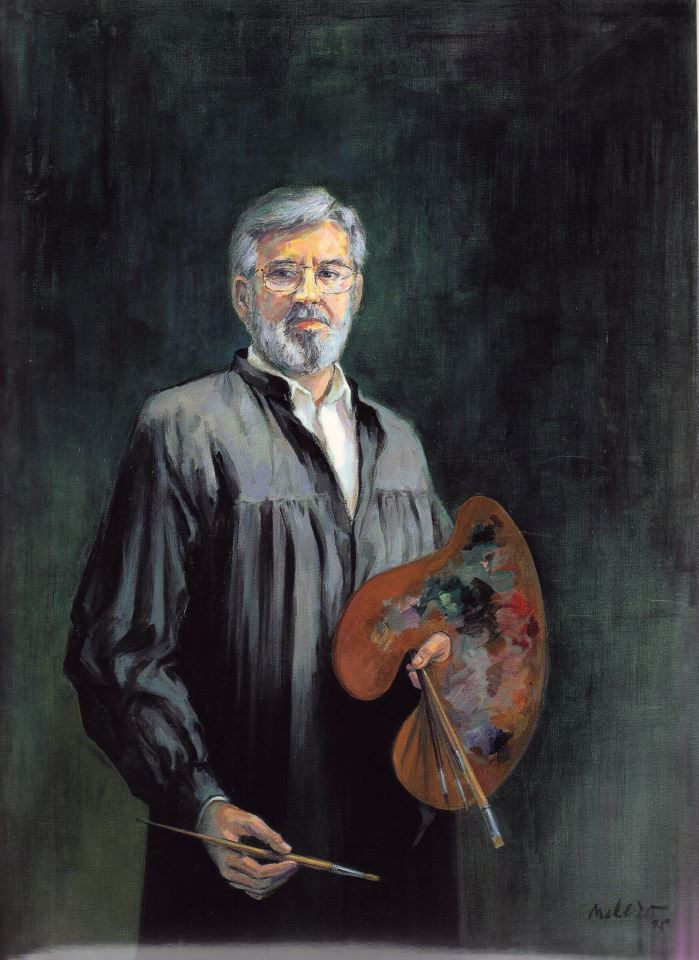
Autorretrato José Manuel Fernández Melero

José Manuel Fernández Melero (Sevilla, 18 de junio de 1941), es un pintor sevillano que actualmente reside en Cartagena (Murcia). Tiene una producción figurativa importante, con un gran número de retratos y composiciones que desarrolla dentro de un concepto académico. También posee una producción abstracta donde se mueve con fuerza y que ha resultado como último trabajo el ‘’Mutadismo’’ (corriente artística propia) por la capacidad que tienen las obras de expresarse de un modo variado ante el espectador, a demanda del mismo.

## Biografía
Pasó sus primeros años en Sevilla. Estudió en los Hermanos Escolapios y en Alfonso X el Sabio el bachillerato elemental. Y al propio tiempo asistía con asiduidad a las clases de Arte y Oficios Artísticos. Como alumno por libre se matriculó en la Escuela Superior de Bellas Artes de Santa Isabel de Hungría. El fallecimiento de su padre, ocurrido unos años antes, le obliga a buscar un trabajo retribuido. Lo consigue en la Caja de Ahorros Provincial de Sevilla , donde adquiere un bagaje financiero y unos conocimientos económicos que si bien no contribuyen a su formación artística, tampoco le restan capacidad creativa. De esta manera, dedicó prácticamente la mitad de cada día a seguir conociendo el mundo de la pintura. 
En 1966 es destinado a Madrid. Allí conoce a María del Carmen Picazo Rosas, casándose el mismo año con ella. Don Antonio Ramos Caratalá, uno de los mayores mecenas del último tercio del siglo XX y director general de la Caja de Ahorros del Sureste de España, le ofrece trasladarse a Alicante en unas condiciones similares a las que en ese momento disfrutaba. A partir de ese momento, no paró de trabajar y protagonizó su primera exposición en la Albufereta (Alicante), con un número considerable de paisajes y algunos bodegones. Esta exposición tuvo buena acogida y desde ese momento se dedicó a investigar con colores, formas y calidades. 
Dentro de la Caja de Ahorros ha llevado una trayectoria brillante, alcanzando la máxima consideración profesional como Jefe de Primera, Director de Zona de Cartagena y Director Territorial de la Región de Murcia y la Vega Baja del Segura. Está en posesión de la Cruz del Mérito Naval de segunda clase y la Medalla de Plata de la Cruz Roja. Es académico correspondiente de la Real Academia de Bellas Artes de San Fernando de Madrid, así como Hermano del Real y Santo Hospital de Caridad de Cartagena. En 2004 se jubiló profesionalmente de la CAM y se dedicó entera y exclusivamente a la pintura.
Tiene una producción de retratos entre los que se encuentran los alcaldes democráticos de Cartagena (don Juan Martínez Simón, don José Antonio Alonso y don Antonio Vallejo). También a Tomás Fuertes (presidente de El Pozo) o don Joaquín Ortega Parra (poeta).

## El Artista
El punto de partida de la pintura de Melero es la figuración realista, sobria, colorista y elegante, apreciable en el retrato, el bodegón y el paisaje. Más adelante, los temas y las técnicas de la pintura de siempre serán asumidas en su fantasía sobre los dos ejes básicos de su obra: el espacio y la luz.
Las figuras reales y las representaciones ficticias comienzan a construirse sobre estos dos planos y así se realizan “Eva” y “la Venus negra”, cuadros en los que aún es reconocible la impronta sevillana.
Uno de los temas más recurrentes de las creaciones de Fernández Melero es el desnudo femenino, creaciones que describe como “desnudos vestidos de ternura. Una desnudez íntima y muy recatada”. La intención del pintor es otorgar todo el protagonismo en su trabajo a la mujer “desvestida, desnuda, que es una de las formas más bonitas de interpretarla”. 
Cada pintor descubre y expresa verdades inéditas del cuerpo femenino, y Melero también lo ha hecho. La mujer de Melero tiene algo de Velázquez, algo de Boticelli, algo de Modigliani, algo de Matisse y hasta algo de Mueller en lo que se refiere a la figura. Eso respecto a la forma y a la figura. Respecto al color, a la pintura, son colores que atraviesan el lienzo y el cuerpo de la mujer con una autonomía casi completa respecto del dibujo.
La mujer adquiere, de esta manera, el protagonismo en las creaciones de Melero. Así, crea su serie “Ellas”, compuesta por treinta y cuatro obras, donde recrea el cuerpo de la mujer desde ángulos y actitudes diferentes, y que le llevaron un año de trabajo terminarlas. 
Se puede decir que la pintura de Melero es un reflejo de la pintura occidental y de la historia de la pintura, conteniendo su vida, su estudio, su reflexión y su saber.
En sus obras, se observa la influencia que han ejercido en él numerosos artistas, como Velázquez y Goya. Así, Melero estudia las “Meninas” de Velázquez, donde reproduce sus juegos de luces al margen del dibujo, y “Los Fusilamientos del Dos de Mayo” de Goya, donde analiza la estridencia de la luz y el movimiento y la violencia que la luz puede producir.
José Manuel Fernández Melero ha realizado individualmente las siguientes exposiciones: 1974, La Albufereta, Alicante, Galería Caja de Ahorros del Sureste; 1975, Alicante, Sala de la caja de Ahorros Provincial, Madrid, Sala Arquillo, de la Caja de Ahorros y Monte de Piedad de Madrid; 1987, Cartagena, Galería Zurbarán; 1991, Elche, Sala de Exposiciones de Caja Mediterráneo; 1992, Sevilla, Galería Aurie, Cartagena, Galería Callejón de la Parra; 1999, Murcia, Centro de Arte Palacio almudí, Exposición 'Siete días para siete miradas'; 2001, Murcia, Centro Cultural Las Claras, Cartagena, Universidad Politécnica; 2004, Cartagena, Sala Muralla Bizantina, Exposición 'Ellas'; 2006, Murcia, Colegio Oficial de Ingenieros Técnicos Industriales, Exposición 'Ellas'; 2007, Exposición 'Presencia Ausencia'; 2011, Cartagena, Sala de Exposiciones del Palacio Consistorial, Exposición 'Mutadismo'.

## Mutadismo
En una de sus exposiciones, presentó un nuevo concepto de arte, al que denominó “Mutadismo”. Con este término se refiere a que cada una de las obras, compuestas, a su vez, por varias mini obras, se puede modificar siempre que el artista o comprador lo desee.
En palabras del propio autor, el mutadismo es cuando “el poseedor de la obra puede cambiarla cómo y cuándo quiera. Cada serie se compone de varias ‘mutas’ (los llama él mismo así), que el poseedor puede cambiar de orden y de posición cuando lo desee creando una nueva obra. El poseedor de la obra es el que la reinterpreta y la adapta a sí mismo. De esta manera, Melero aporta una nueva mira a la pintura convencional evolucionando en la percepción de la obra por parte del espectador, convirtiéndose éste (como el mismo Melero afirma) en ‘’especta-actor’’.
Su reputación en el mundo de la pintura y su relevancia en el mundo social de la Región de Murcia lo aúpan como una personalidad singular en el mundo del arte murciano y uno de los más relevantes pintores residentes en Cartagena de las últimas décadas. 
Extracto del texto escrito por la alcaldesa de Cartagena, Pilar Barreiro, sobre la exposición de Melero de ‘’Mutadismo’’ en el año 2011:

En Cartagena conocemos bien la obra de José Manuel Fernández Melero y sabemos que la calidad es uno de sus grandes valores, por esa razón, es un honor ofrecer el Palacio Consistorial para albergar su exposición “Mutadismo”. Fernández Melero abre en con ella la puerta a territorios inexplorados donde aporta su visión de un arte cambiante e interactivo que se deja vencer por la evolución, por el cambio. La composición de este último trabajo nos enseña que la obra no es permanente que puede intercambiar, mutar.

Con la exposición “Mutadismo”, el Ayuntamiento de Cartagena ha querido reconocer a José Manuel como uno de los artistas con más personalidad y calidad que realizan su trabajo aquí, en nuestra ciudad.

Principios del mutadismo:
- Se trata de un arte vivo, en el que las variaciones pueden ser tantas y tan diversas como el artista o poseedor de la obra desee.
- Es una obra en colaboración, dado que el creador ofrece al comprador la posibilidad de mostrar y expresas sus emociones.
- Se trata de un arte cambiante e interactivo, en el que los distintos cuadros tienen la capacidad de interactuar entre sí.
- Es una pintura para hombres que, además de ser espectadores, quieren ser “especta-actores”, es decir, hombres que la interpretan según su estilo.

Con el “Mutadismo”, Melero abre un camino a territorios inexplorados, donde muestra que la obra no es algo permanente, sino que puede mutar, cambiar, transformarse, y convertirse en una cosa completamente nueva.

## Obra

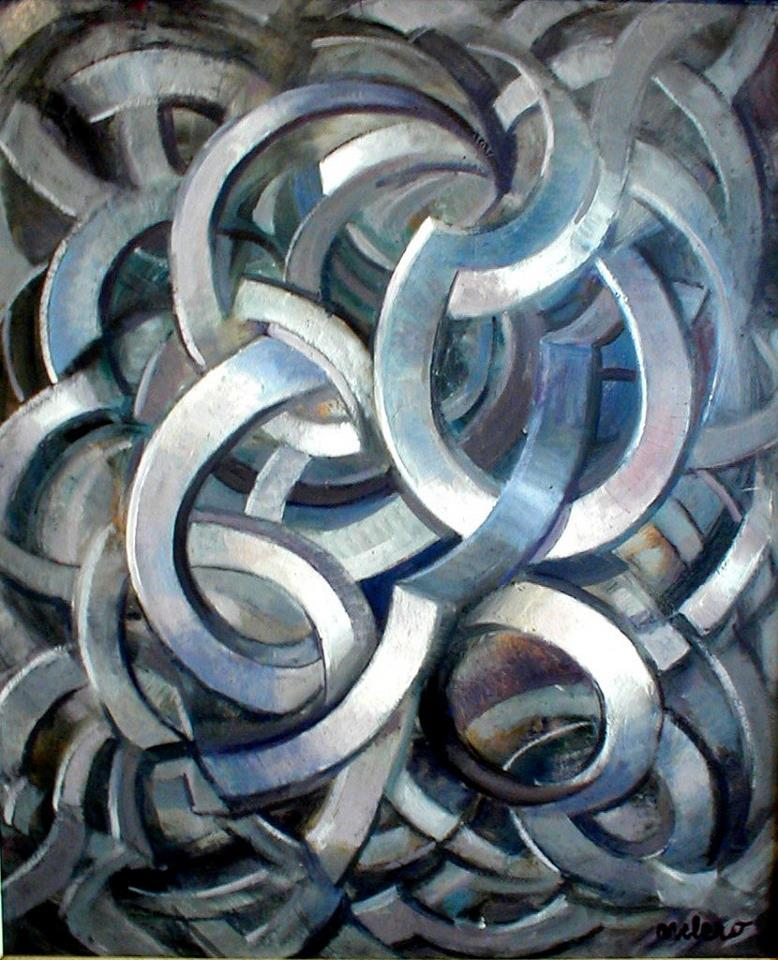
Obras José Manuel Fernández Melero

A la hora de analizar y estructurar la obra de José Manuel Fernández Melero hay que tener en cuenta el origen de esta, es decir cómo fue pensada, y en esto, inevitablemente, ha tenido mucho que ver el hecho de que Melero no se haya dedicado de manera exclusiva al mundo de la pintura. De esta manera buena parte de su obra ha estado durante mucho tiempo guardada, sin ser expuesta, y ha sido organizada en el momento de la exposición. El mismo artista admite que su obra ha evolucionado y variado mucho a lo largo de su vida y que “su obra sería más unitaria y distinta, si solo mostrase obras de los últimos diez años.” Higinio Marín, profesor de filosofía de la universidad CEU Carlos herrera (Elche), afirma que “cada vez que he visitado el estudio de Melero me he hecho una composición distinta, mediante agrupaciones y asociaciones por gamas de colores, temas o estilos según el día y la ocasión me sugerían”. Aún sin tener líneas totalmente sólidas sobre las que guiar esta categorización sí que se puede dar algún orden a la obra de Melero. 

### Inicios

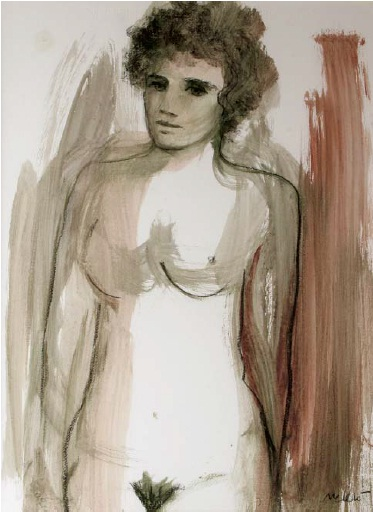
Ellas - José Manuel Fernández Melero

En sus orígenes Melero cultivó la figuración realista, con retratos, bodegones y paisajes. También realizó alguna que otra obra réplica de Velazquez como pájaro solitario. Se podría decir que en esta etapa se muestra una clara impronta de la tradición pictórica sevillana. Pero llegado un momento, los temas y las técnicas de la pintura de siempre son asumidos en su fantasía sobre las dos coordenadas básicas de su obra: el espacio y la luz. Le geometría y el color. Pero este es el punto de partida de Melero. Primero la figuración y, luego, la desfiguración, la des-composición, pero manteniendo siempre rasgos de las figuras sevillanas, sobre todo de las femeninas. En posteriores etapas, esa identificación y reconocimientos serán más difíciles de analizar.

### Madurez
En esta etapa Melero deja de lado los formalismos y da vía libre a su vena creativa. El cuidado con el espacio y la luz siguen estando vigentes, pero en este caso el artista no necesita agarrarse a la figuración sino que desarrolla todo tipo de obras en las que la abstracción da forma a composiciones muy variadas en las que la geometría y el color son pilares fundamentales. Cuando antes dibujaba ahora desdibuja forjando un irrealismo exquisito. Es en esta etapa donde Melero da rienda suelta a su creatividad y forja las bases del mutadismo. 

### Series
Más allá de la etapa en las que las realizó, sería interesante reseñar algunas series que por su coherencia interna o por su calidad artística ayudan a definir un poco más la obra de Melero.

#### Retratos
En esta serie Melero vuelve a la pintura figurativa y trata con la máxima formalidad y, como el mismo admite, “como un ejercicio de disciplina” de representar tanto a familiares como a personalidades del mundo de la política y de la cultura e incluso se aventura con el autorretrato. En todos trata de conseguir el mayor realismo sin dejar de lado el componente artístico y personal.

#### Ellas
Esta serie le sirve a Melero para abordar el estudio desnudo femenino, experimenta con lo trazos, las texturas y los colores: siempre desde un punto de vista sentimental e idealizado y con un componente abstracto y personal que lo aleja de lo meramente figurativo. En estos cuadros varía la metodología, los colores, el grado de abstracción, pero tienen algo en común: una heterogénea muestra de la sensualidad femenina.

## Citas
- “El arte bien entendido debe provocar emociones”, afirma Melero, y, según él, ese es el fin que debe perseguir una obra, lo que todo artista sueña al crear.

- ‘’Entre la vida, el arte y la belleza prefiero la pintura’’.

- ‘’Pintar es un aprendizaje lento, no existen en pintura los genios precoces como por ejemplo en la música.   Sirva de ejemplo Goya, de haber muerto con 40 años su obra tendría una estimación distinta’’.